# Lenguas númicas
Las lenguas númicas constituyen uno de los grupos que forman la división meridional de las lenguas uto-aztecas, habladas en América del Norte. Incluye numerosas lenguas habladas por los indígenas que habitan en la Gran Cuenca, el río Colorado y el sur de las Grandes Llanuras. La palabra númico, que da nombre a esta agrupación lingüística, deriva del cognado para persona presente en las lenguas del grupo. Por ejemplo, en shoshón la palabra es neme; en timbisha es nümü; en paiute, nuwuvi; y en kawaiisu, nuwa.

## Clasificación y subagrupamiento

Mapa de la distribución histórica de las lenguas númicas. Las lenguas númicas occidentales aparecen en verde, las centrales en azul y las meridionales en amarillo.

Las lenguas númicas son agrupadas en las tres vertientes siguientes: 
- Lenguas númicas centrales
  - Comanche
  - Timbisha (continuo dialectal cuyas principales variedades son la occidental, central y oriental).
  - Shoshón (continuo dialectal cuyas principales variedades son la occidental, gosiute, meridional, y oriental).
- Lenguas númicas meridionales
  - Kawaiisu
  - Paiute (cuyas principales variedades son el chemewevi, el paiute meridional y ute).
- Lenguas númicas occidentales
  - Mono (dos dialectos principales: oriental y occidental).
  - Paiute septentrional (cuyos dialectos más conocidos son el del sur de Nevada, norte de Nevada, Oregón, y Bannock.

## Lista de cognados
| GLOSA      | Occidental | Occidental       | Central     | Central      | Central    | Meridional | Meridional     | PROTO- NÚMICO |
| GLOSA      | Mono       | Paiute del norte | Timbisha    | Shoshón      | Comanche   | Kawaiisu   | Paiute del sur | PROTO- NÚMICO |
| ---------- | ---------- | ---------------- | ----------- | ------------ | ---------- | ---------- | -------------- | ------------- |
| 'cazar'    | hoa        | hoa              | hɨwa        | hɨa          | hɨa        | hɨa        | oa             | *hoa          |
| 'llorar'   | jaɣa       | jaɣa             | jaɣa        | jaɣai        | jake       | jaɣi       | jaɣa           | *jaka         |
| 'montaña'  | kaiβa      | kaiβa            |             |              |            | keːβi      | kaiβa          | *kaipa        |
| 'bisonte'  | kut¢u      | kut¢u vaca       | kwitču vaca | kuitčun vaca | kuh¢u vaca |            | kut¢u          | *kut¢u        |
| 'oreja'    | nakka      | nakka nagga      | naŋga       | naŋg         | naki       | naɣaβiβi   | naŋkaβɨ nakka- | *naŋka        |
| 'mezquite' |            |                  | oɸimbɨ      | oɸi          |            | oβi(m)bɨ   | oppimpɨ        | *oppimpɨ      |

## Comparación léxica
Los numerales para diferentes lenguas númicas son:
| GLOSA | Occidental | Occidental      | Central       | Central | Central   | Meridional    | PROTO- NÚMICO |
| GLOSA | Monochi    | Paiute septent. | Comanche      | Timbisa | Shoshoni  | Pauite merid. | PROTO- NÚMICO |
| ----- | ---------- | --------------- | ------------- | ------- | --------- | ------------- | ------------- |
| '1'   | sɨˈmɨʔɨ    | sɨmɨʔyu         | sɨmɨ          | sɨmɨ    | semeʔ     | súːyis        | *sɨmɨʔ-       |
| '2'   | wahai      | wahaʔyu         | wahātɨ        | waha    | wahatehwe | wáyini        | *waha-        |
| '3'   | pahī       | pahaiʔyu        | pahītɨ        | pahi    | bahaiteːʔ | payini        | *paha(i)-     |
| '4'   | waˈ¢ɨˈkʷī  | wa¢ikʷɨʔyu      | hayarokʷetɨ   | wat¢ɨwi | wa¢ewite  | wh̠¢uwīni      | *wa¢ikʷɨ-     |
| '5'   | manɨkī     | maniɣiʔyu       | moʔobetɨ      | manɨki  | manegite  | manʉgīni      | *manɨki-      |
| '6'   | nāpahī     | napahaiʔyu      | nābaitɨ       | nāpai   |           |               | *nā-pah(a)i-  |
| '7'   | tāˈ¢ɨwɨi   | ta¢ɨmɨʔyu       | tā¢ɨkʷitɨ     | tāt¢ɨwi |           |               | *tā¢ɨwɨi-     |
| '8'   | wōˈsɨwɨi   | woɡɡʷosɨɡɡʷɨʔyu | namewa¢ɨkʷitɨ | wōsɨwi  |           |               | *wōsɨwɨ-      |
| '9'   | qwanɨˈkī   | sɨmɨkaɾoʔyu     | wɨmhinatɨ     | wanikki |           |               | *kʷanɨki-     |
| '10'  | sīwanoi    | sɨmɨmɨnoʔyu     | sīmarɨ        | sīmō    |           |               | *sīmɨmano-    |
La mayor parte de las transcripciones anteriores se basan en el alfabeto fonético americanista.